# كراليندايك

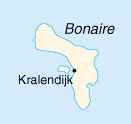
كراليندايك، بونير

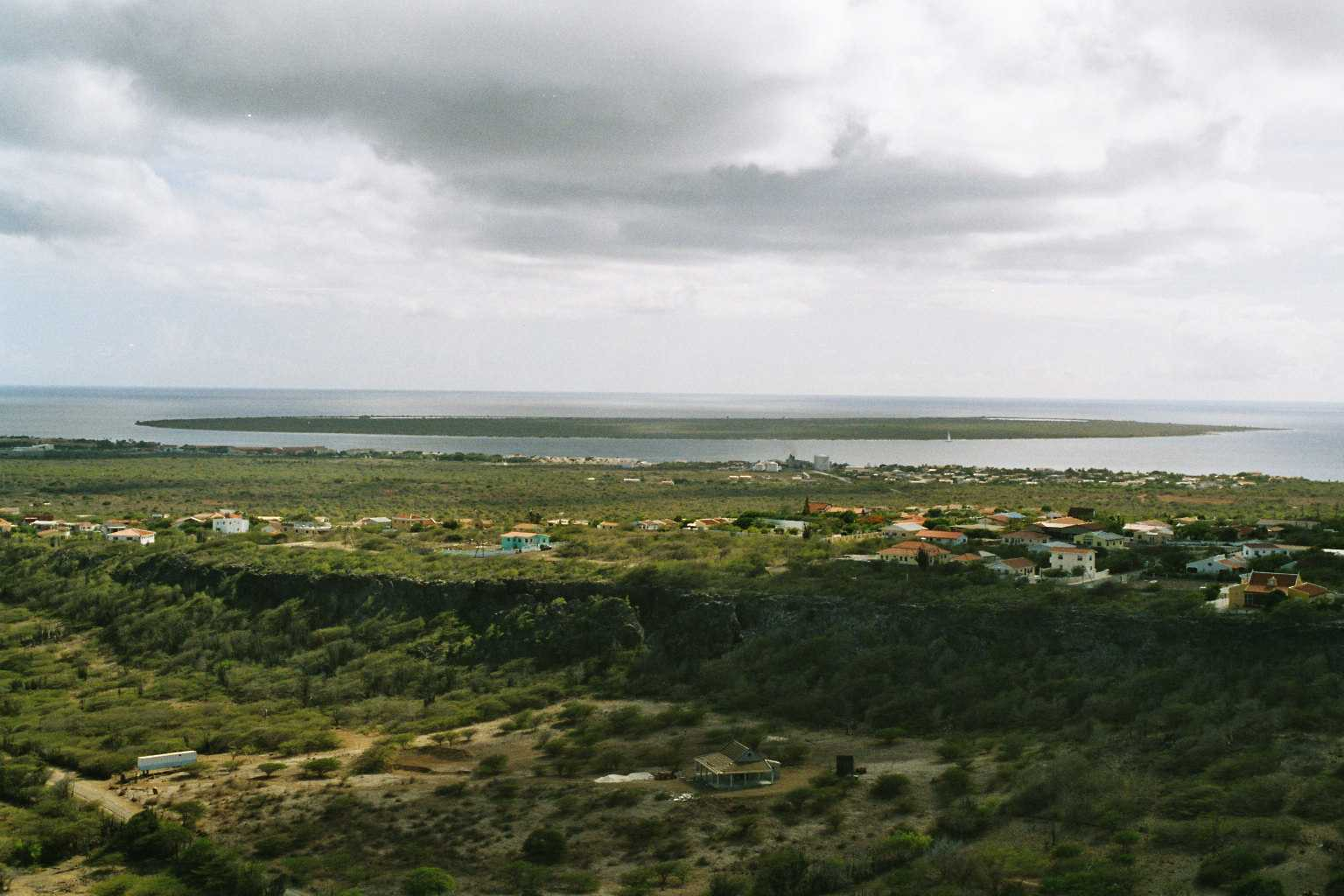
منظر لكراليندايك وبونير الصغرى من سيرو لارجو

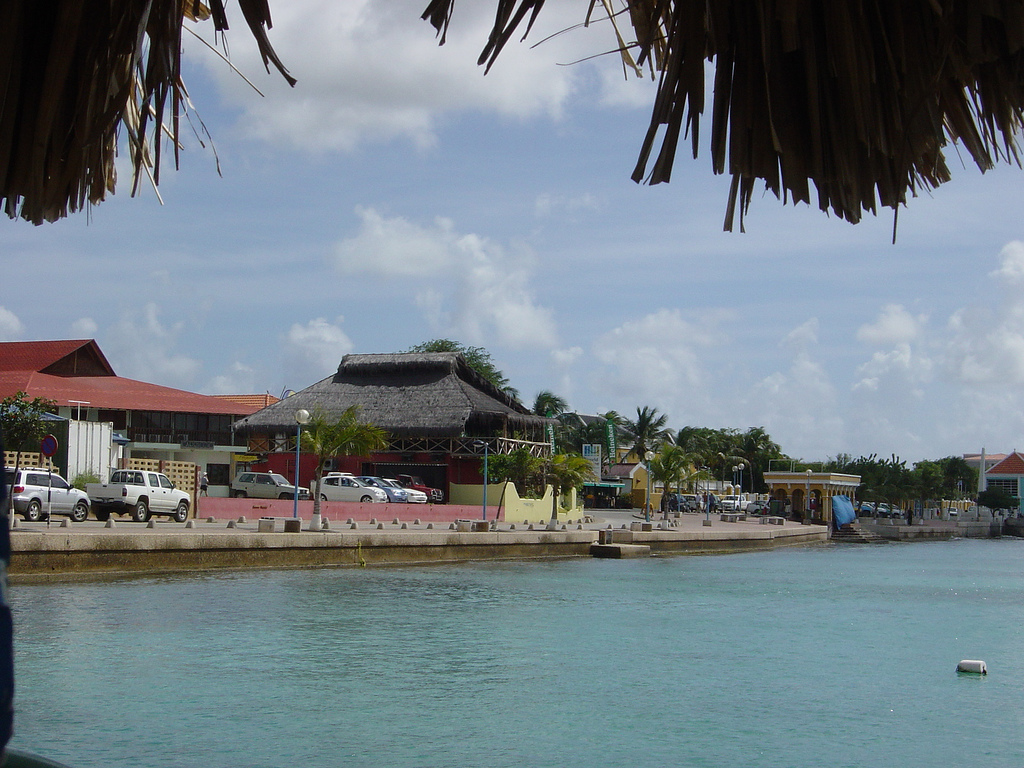
View of waterfront including Fish Market and World War II Monument on the right

كراليندايك (بالهولندية: Kralendijk) هي العاصمة والميناء الرئيسي لجزيرة بونير في الجزر الكاريبية الهولندية. واللغة المحكية في مدينة هو بابيامنتو، لكن الهولندية والإنجليزية تستخدمان على نطاق واسع. في اللغة الهولندية Koralendijk التي جاء منها اسم كراليندايك تعني «الشعاب المرجانية» أو «السدود المرجانية.» وبلغة البابيامنتو غالباً ما تسمى البلدة بلايا أو «الشاطئ». واعتباراً من عام 2006 كان عدد سكانها 3061 نسمة.

## المناخ
يظهر الجدول التالي التغييرات المناخية على مدار السنة لكراليندايك:
| البيانات المناخية لـكراليندايك            | البيانات المناخية لـكراليندايك | البيانات المناخية لـكراليندايك | البيانات المناخية لـكراليندايك | البيانات المناخية لـكراليندايك | البيانات المناخية لـكراليندايك | البيانات المناخية لـكراليندايك | البيانات المناخية لـكراليندايك | البيانات المناخية لـكراليندايك | البيانات المناخية لـكراليندايك | البيانات المناخية لـكراليندايك | البيانات المناخية لـكراليندايك | البيانات المناخية لـكراليندايك | البيانات المناخية لـكراليندايك |
| الشهر                                     | يناير                          | فبراير                         | مارس                           | أبريل                          | مايو                           | يونيو                          | يوليو                          | أغسطس                          | سبتمبر                         | أكتوبر                         | نوفمبر                         | ديسمبر                         | المعدل السنوي                  |
| ----------------------------------------- | ------------------------------ | ------------------------------ | ------------------------------ | ------------------------------ | ------------------------------ | ------------------------------ | ------------------------------ | ------------------------------ | ------------------------------ | ------------------------------ | ------------------------------ | ------------------------------ | ------------------------------ |
| الدرجة القصوى °م (°ف)                     | 32.0 (89.6)                    | 33.0 (91.4)                    | 34.2 (93.6)                    | 35.4 (95.7)                    | 36.2 (97.2)                    | 35.4 (95.7)                    | 34.4 (93.9)                    | 36.7 (98.1)                    | 36.7 (98.1)                    | 35.1 (95.2)                    | 34.1 (93.4)                    | 32.7 (90.9)                    | 36.7 (98.1)                    |
| متوسط درجة الحرارة الكبرى °م (°ف)         | 29.5 (85.1)                    | 29.7 (85.5)                    | 30.0 (86.0)                    | 30.4 (86.7)                    | 31.0 (87.8)                    | 31.2 (88.2)                    | 31.1 (88.0)                    | 31.6 (88.9)                    | 31.9 (89.4)                    | 31.7 (89.1)                    | 31.0 (87.8)                    | 30.0 (86.0)                    | 30.8 (87.4)                    |
| المتوسط اليومي °م (°ف)                    | 26.7 (80.1)                    | 26.8 (80.2)                    | 27.1 (80.8)                    | 27.5 (81.5)                    | 28.2 (82.8)                    | 28.5 (83.3)                    | 28.4 (83.1)                    | 28.9 (84.0)                    | 29.1 (84.4)                    | 28.8 (83.8)                    | 28.2 (82.8)                    | 27.3 (81.1)                    | 28.0 (82.4)                    |
| متوسط درجة الحرارة الصغرى °م (°ف)         | 24.4 (75.9)                    | 24.5 (76.1)                    | 24.8 (76.6)                    | 25.4 (77.7)                    | 26.2 (79.2)                    | 26.4 (79.5)                    | 26.2 (79.2)                    | 26.5 (79.7)                    | 26.5 (79.7)                    | 26.3 (79.3)                    | 25.7 (78.3)                    | 25.0 (77.0)                    | 25.7 (78.3)                    |
| أدنى درجة حرارة °م (°ف)                   | 20.2 (68.4)                    | 19.8 (67.6)                    | 18.9 (66.0)                    | 20.6 (69.1)                    | 21.2 (70.2)                    | 20.4 (68.7)                    | 19.2 (66.6)                    | 21.2 (70.2)                    | 21.4 (70.5)                    | 20.6 (69.1)                    | 19.4 (66.9)                    | 20.2 (68.4)                    | 18.9 (66.0)                    |
| معدل هطول الأمطار مم (إنش)                | 44.4 (1.75)                    | 18.3 (0.72)                    | 13.2 (0.52)                    | 13.2 (0.52)                    | 14.8 (0.58)                    | 14.4 (0.57)                    | 36.3 (1.43)                    | 35.0 (1.38)                    | 37.0 (1.46)                    | 67.3 (2.65)                    | 95.9 (3.78)                    | 73.6 (2.90)                    | 463.3 (18.24)                  |
| متوسط الأيام الممطرة (≥ 1.0 mm)           | 9.2                            | 4.4                            | 2.5                            | 1.8                            | 1.7                            | 2.8                            | 5.6                            | 4.4                            | 5.0                            | 7.6                            | 11.5                           | 10.8                           | 67.3                           |
| متوسط الرطوبة النسبية (%)                 | 75.2                           | 74.6                           | 74.2                           | 75.4                           | 76.4                           | 76.2                           | 76.9                           | 76.0                           | 75.1                           | 76.1                           | 77.3                           | 76.6                           | 75.9                           |
| المصدر: Meteorological Department Curaçao |                                |                                |                                |                                |                                |                                |                                |                                |                                |                                |                                |                                |                                |

## أعلام
- جاستن ميشيل
- غويلرمو مونتيرو